# Коллективное сельское хозяйство
Коллективное сельское хозяйство — форма организации сельскохозяйственного труда, при которой производство продукции осуществляется объединением нескольких индивидуальных сельхозпроизводителей (фермеров). По сути коллективное сельское хозяйство является кооперативом, в котором коллективные собственники средств производства совместно участвуют в производственном процессе.
Примерами коллективного сельского хозяйства в новейшее время являются колхозы в СССР (и их аналоги в других странах, провозгласивших построение социализма — от «народных коммун» в КНР до хозяйств уджмаа в Танзании), кибуцы в Израиле, а также обработка земли гуттеритами, которые практиковали коллективное сельское хозяйство с XVI века.